# Общественный деятель
Обще́ственный де́ятель — лицо, занимающееся общественной деятельностью, то есть деятельностью по добровольному обслуживанию политических, культурных, профессиональных нужд общества.
Другая популярная формулировка понятия — российское/иностранное публичное должностное лицо, РПДЛ/ИПДЛ.

## Общественные деятели в российском уголовном праве
Статья 277 Уголовного кодекса Российской Федерации называется «Посягательство на жизнь государственного или общественного деятеля», не давая при этом нормативного определения общественного деятеля. Комментаторы УК России считают, что признаки общественного деятеля следует рассматривать в качестве оценочных, «поскольку определяющим в характеристике потерпевшего является не столько его должностное или общественное положение, сколько характер его служебных функций, масштабность и активность их осуществления, значимость деятельности потерпевшего для реализации тех или иных направлений внутренней или внешней политики государства». При этом они дают следующее определение общественным деятелям:
Общественные деятели — это руководители и видные функционеры политических партий, других общественных объединений, массовых движений, профессиональных, религиозных организаций, иных общественных объединений федерального или регионального значения. К общественным деятелям по функционально-политическому признаку могут быть отнесены широко известные, влиятельные в обществе представители средств массовой информации, культуры, науки, образования.
Лицо, посягнувшее на жизнь общественного деятеля, наказывается лишением свободы на срок от двенадцати до двадцати лет с ограничением свободы на срок до двух лет, либо пожизненным лишением свободы, либо смертной казнью.